# 伯纳德·布罗迪 (军事战略家)
伯纳德·布罗迪（1910年5月20日—1978年11月24日），美国军事战略家。他曾任耶鲁大学研究员、兰德公司研究员、国家军事学院创作系教授、国家军事学院顾问委员会委员等职位。他的《机器时代的海上力量》（1941）引发了海军战略的演进，随后的《绝对武器》（1946）一书提出了威慑理论。他主张在美国受到安全威胁时，可以进行核报复，并建议美国军队大规模改组。《导弹时代的战略》（1959）进一步发展了威慑理论，认为“大规模报复”战略已经过时，只有威慑才是可取的。《逐步升级和核选择》强调战术核武器不应被排除使用。《战争与政治》（1973）全面评论美国的军事战略，认为美国对苏联软弱导致事态复杂化，对朝鲜进行干预是合理的，文职领导应肩负起制定战略的责任。